# Велика Монголія

Велика Монголія (Монголосфера) (класична монгольська: ᠳᠠᠶᠠᠭᠠᠷ ᠮᠣᠨᠭᠭᠣᠯ; халха монгольська: Даяар Монгол; бурятська:Даяра Монгол; калмицька:Дәяр Моңһл) — територія, населена етнічними монголами.

## Термін
Велика Монголія може трактуватися по-різному: В історико-географічному сенсі включати лише Державу Монголію і в тій чи іншій мірі Внутрішню Монголію (монголосфера у вузькому сенсі слова), додавати до неї території Росії (Бурятію, Калмикію, Туву та Республіку Алтай) та інші монгольські території, включені в КНР, де збереглося значне монгольське населення, в першу чергу в Сіньцзяні, Цінхаї.
Історична Монголія займає територію більше 5 000 000 км². У соціальному сенсі монголосфера (монгольський світ) охоплює діаспори (в США, на Тайвані та ін.).
Люди монголосфери в різному ступені дотримуються традиційної монгольської культури і говорять на одній з декількох монгольських мов. За винятком Держави Монголія, монголи тепер стали однією з форм меншин в більшості цих регіонів.

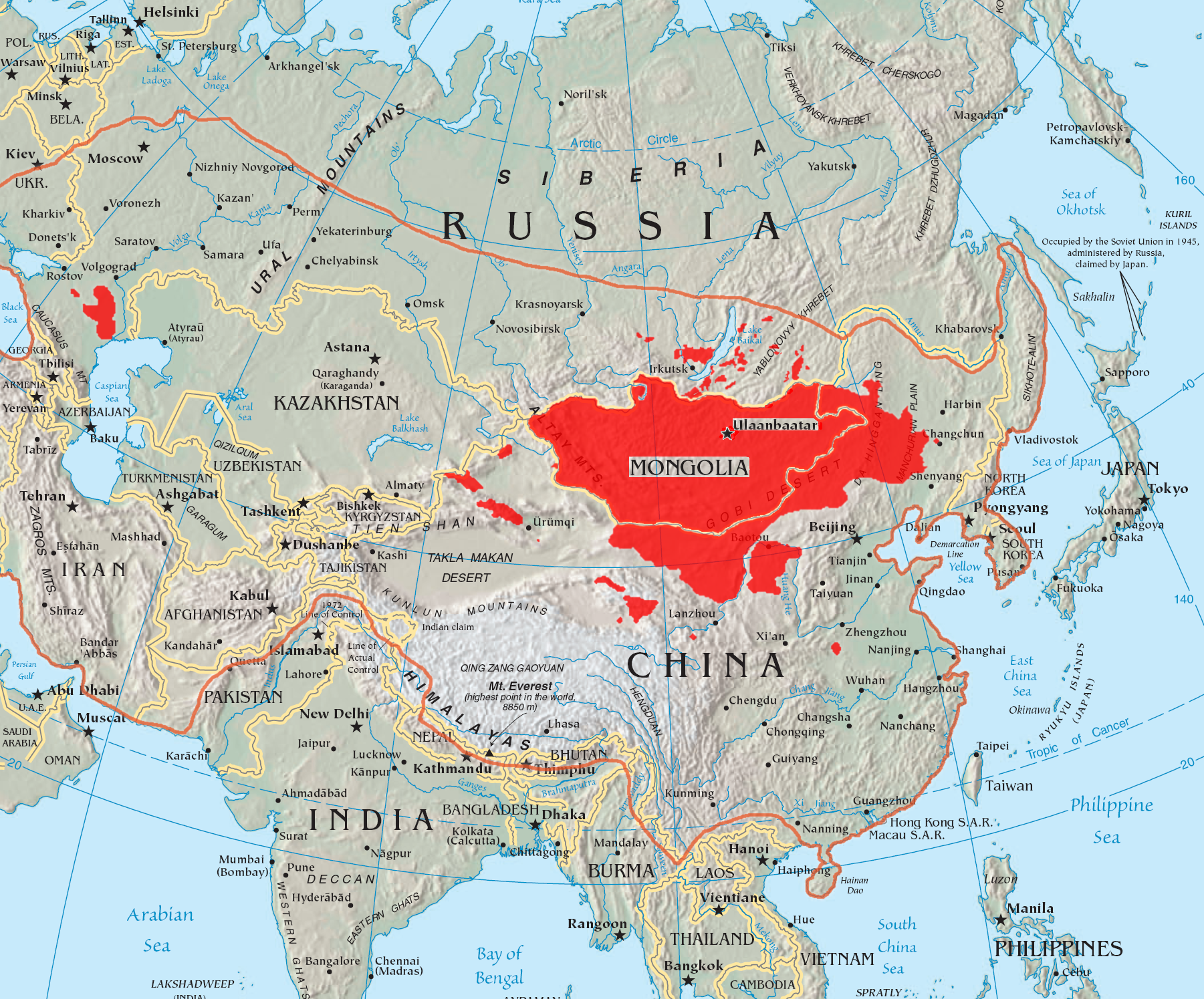
Червоний колір показує місця зі значною кількістю етнічних монголів, оранжевим показана межа Монгольської імперії (прибл. 1260)

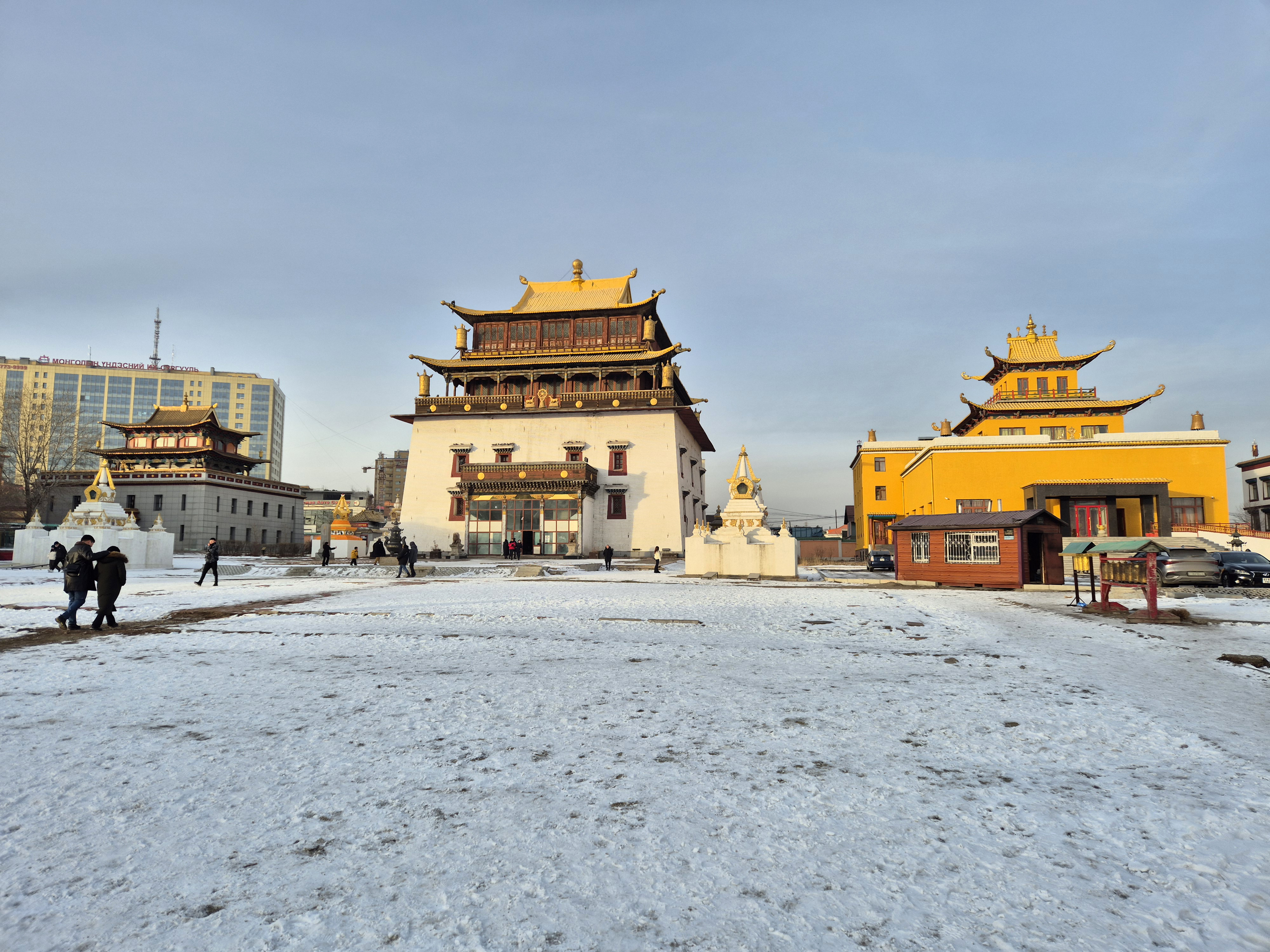
Монастир Гандантегчінлен в Улан-Баторі

## Культура
Культура Монголії складалася під впливом кочового способу життя монголів. Починаючи з XIII століття вона тісно взаємодіяла з культурою Тибету, меншою мірою — Китаю. Її остаточному формуванню сприяє прийняття монголами тибетського буддизму.
У XX столітті сильний вплив на культуру Монголії справила російська, а через посередництво її — європейська культура.

## Клімат
Клімат різко континентальний. Тут безсніжні та морозні зими, а навесні можливі перепади добових температур, доходять часом до -40 °C.. Найтепліший місяць — липень. Середня температура повітря в цей період на більшій частині території + 20 ° С, на півдні до + 25 ° С.